# Thomas Baxter (matematician)
Thomas Baxter a fost un matematician englez care a trăit în prima jumătate a secolului al XVIII-lea.
A fost preocupat de problema cuadraturii cercului.
Rezultatele cercetării sale în acest domeniu le-a publicat în lucrarea The circle squared, apărută în 1732.
De asemenea, s-a mai ocupat de con și de elipsă.